# ジェンスケープ
ジェンスケープ (Genscape International, Inc./Genscape, Inc.) は、市場の透明性と効率向上に向けて、商品およびエネルギー市場に関するリアルタイムデータとアナライシスを提供する世界的企業。

## 概要
ジェンスケープは、市場の透明性と効率向上に向けて、商品およびエネルギー市場に関するリアルタイムデータとアナライシスを提供する世界的企業。オフィスは、アムステルダム、ハンブルク、ダブリン、ボストン、コロラド州ボールダー、ヒューストン、シカゴ、ケンタッキー州ルイビルと世界各国にある。
日本では東京都港区にオフィスがあり、卸電力取引向け情報サービスの開発と販売に関して三菱総合研究所と業務提携契約
している。
イギリスの新聞会社のデイリー・メール子会社だったが、2019年にウッド・マッケンジーの傘下企業となる。
日経新聞にしばしばジェンスケープのアナリストの記事が引用される。

## 歴史
1999年設立。
2014年より日本市場に注力。
2019年に日本市場にて三菱総合研究所と提携。

## ビジネス
石油・電気のサプライチェーンのリアルタイムデータの提供。
石油卸売り調査会社。

## 日本における電気調査事業における利用者
省庁・大学・シンクタンク・電気企業などに電気の消費のリアルタイムデータを提供している。
京都議定書関連のCO2排出量の調査、電力自由化の適正価格の調査、また、大規模停電の防止などの幅広く活用されている。

## 国際展開
アメリカ・ヨーロッパ・アジア・日本